# Joseph Louis Houdebert
Joseph Louis Noël Houdebert est un homme politique français né le 27 décembre 1755 à Loué (Sarthe) et décédé à une date inconnue.
Notaire à Loué, il est élu député de la Sarthe au Conseil des Cinq-Cents le 25 germinal an VII. Favorable au coup d'État du 18 Brumaire, il siège au corps législatif jusqu'en 1858

## Sources
- « Joseph Louis Houdebert », dans Adolphe Robert et Gaston Cougny, Dictionnaire des parlementaires français, Edgar Bourloton, 1889-1891 [détail de l’édition]